# Urosticte benjamini
Urosticte benjamini е вид птица от семейство Колиброви (Trochilidae).

## Разпространение
Видът е разпространен в Еквадор, Колумбия и Перу.